# Mezinárodní astronomická olympiáda
Mezinárodní astronomická olympiáda (IAO) je každoroční vzdělávací událost pro studenty středních škol (14 až 18 let), jedna z mezinárodních přírodovědných olympiád. Eurasijská astronomická společnost ji založila v roce 1996.

## Soutěžní kola
Soutěžní část se skládá ze tří kol: teoretického, pozorovacího a praktického. Úlohy teoretického kola zahrnují klasické úlohy z astronomie, astrofyziky, vesmírné a planetární fyziky, a případně také hypotetické situace.
Pozorovací kolo zahrnuje rozpoznání a pojmenování hvězd a souhvězdí, odhad hvězdné velikosti a úhlové vzdálenosti, práce s dalekohledy nebo další pozorovací technikou. Toto kolo bývá velice krátké, tedy kolem dvaceti minut, a koná se venku, popřípadě v planetáriu.
Praktické kolo spočívá ve zpracování dat z měření.

## Účastníci
Soutěžící jsou vybráni během národních olympiád zúčastněných států. V Česku jsou soutěžící vybíráni na základě výsledků v soustředění, které se koná po celostátním kole astronomické olympiády.
Tradičně se účastní týmy z mnoha zemí, včetně Arménie, Brazílie, Bulharska, Číny, Estonska, Indie, Indonésie, Itálie, Jižní Koreje, Litvy,  Rumunska, Ruska, Švédska, Srbska,  Thajska, Chorvatska, Česka a Kazachstánu. Bangladéš, Krym, Írán, Kyrgyzstán, Ukrajina a Bělorusko se účastní nepravidelně.